# Amin Shouman
Amin Abdelhamid Shouman (in arabo أمين عبد الحميد شومان‎?; 14 dicembre 1954) è un ex cestista egiziano.

## Carriera
Con l'Egitto ha disputato i Giochi olimpici di Los Angeles 1984.